# Follet (sprite)
Un follet (conegut en anglès com sprite) és una entitat sobrenatural de la mitologia europea. Sovint es representen com a criatures semblants a fades o com una entitat etèria.
La paraula anglesa sprite deriva del llatí spiritus ("esperit"), a través del francès esprit. Les variacions del terme inclouen sright i el spriggan celta. El terme s'utilitza principalment pel que fa als elfs i les fades en el folklore europeu, i en anglès modern s'utilitza rarament en referència als esperits.

## Creença en els follets

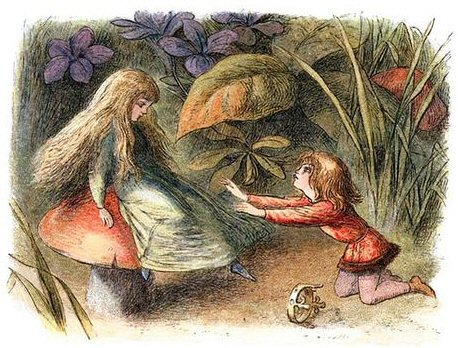
El príncep donant les gràcies al follet de l'aigua, de The Princess Nobody: A Tale of Fairyland (1884) d'Andrew Lang (il·lustració de Richard Doyle)

La creença en éssers diminuts com els follets, elfs, fades, etc. ha estat comuna a moltes parts del món, i fins a cert punt encara es pot trobar dins de moviments neoespirituals i religiosos com el neodruidisme i l'Ásatrú.
En algunes màgies elementals, sovint es creu que l'esprit és l'elemental de l'aire (vegeu també sylph).

## Follet d'aigua

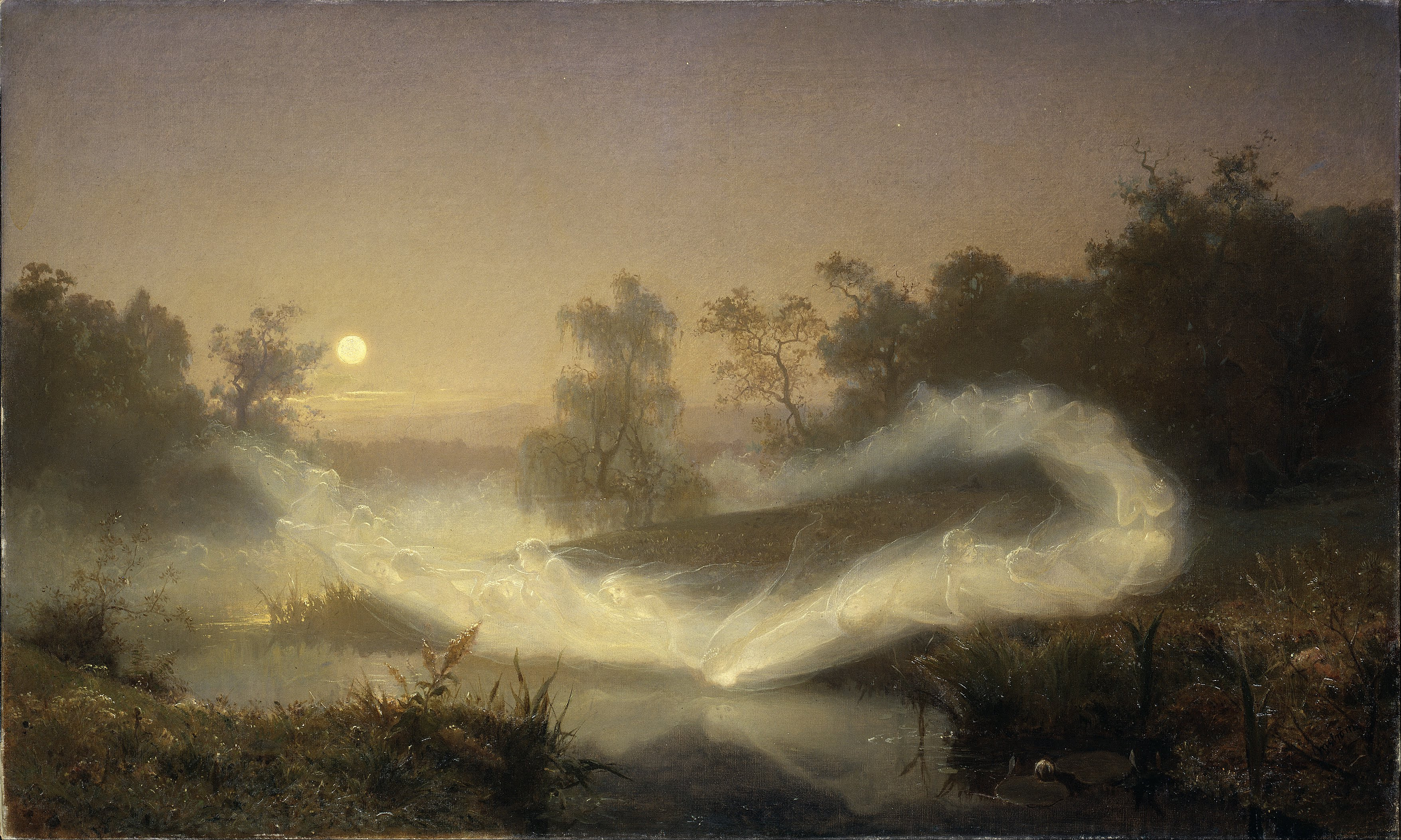
Fades ballants del pintor suec August Malmström

Un follet d'aigua (també anomenat fada de l'aigua) és un terme general per a un esperit elemental associat a l'aigua, segons l'alquimista Paracels. Es diu que els follets d'aigua són capaços de respirar aigua o aire i que de vegades poden volar.
Aquestes criatures existeixen en la mitologia de diversos grups culturals. Els grecs antics coneixien les nimfes d'aigua en diversos tipus, com ara les nàiades, que eren entitats divines que tendien a estar fixades en un sol lloc, i que per tant es diferenciaven dels déus o criatures físiques. La mitologia eslava els coneix com a «vilas».
Els follets d'aigua es diferencien dels éssers corporals, com ara els <i>selkies</i> i les sirenes, ja que no són purament físics i són més semblants a les divinitats locals que als animals.